# Effet sauterelle
L'effet sauterelle est un processus géochimique qui conduit à l'accumulation de certaines substances chimiques, plus particulièrement les polluants organiques persistants (POP), dans les régions les plus froides, régions polaires et sommets des montagnes.
Ces composés, qui sont souvent des pesticides organochlorés, sont libérés par des activités anthropiques, notamment l'agriculture, dans les régions tropicales et tempérées, et se retrouvent à des concentrations notables dans l'environnement et les organismes des régions polaires. Leur transport à longue distance s'explique par le fait qu'ils sont soumis à plusieurs cycles d'évaporation ou sublimation et de condensation en fonction des températures rencontrées, qui leur font effectuer autant de « sauts », d'où le nom d'« effet sauterelle ».
C'est ainsi que la plupart des POP présents dans les Territoires du Nord-Ouest du Canada proviennent de sources se trouvant dans d'autres pays ou dans le sud du Canada.

## Éléments d'explication
Les POP présentent plusieurs caractéristiques qui favorisent l'« effet sauterelle » et leur accumulation dans les régions arctiques.
- Ils sont persistants dans l'environnement et résistent à la dégradation par des processus physiques, biologiques et chimiques.
- Ce sont généralement des composés volatils (COV) ou semivolatils (COSV) qui s'évaporent relativement lentement, mais peuvent persister longtemps dans l'atmosphère et parcourir de longues distances entraînés par les courants atmosphériques, avant d'être précipités au sol ou dans les océans lorsqu'ils rencontrent des conditions climatiques plus froides.
- Généralement peu solubles dans l'eau, ils sont au contraire très solubles dans les lipides (matières grasses), ce qui leur donne une propriété de bioaccumulation dans les tissus adipeux des organismes vivants.

## Conséquences sanitaires et écologiques
Ces polluants sont nocifs pour les organismes animaux et humains, ainsi que pour les écosystèmes même à très faible concentration. 
Certains de ces composés peuvent perturber les fonctions biologiques normales, notamment l'activité des hormones naturelles et d'autres messagers chimiques chez de nombreuses espèces et donc contribuer à la dégradation des services écosystémiques et du bon état écologique.
Ils peuvent se concentrer dans des zones supposées propres et à haute productivité écologique ou halieutique et alors être bioconcentrés dans la chaine alimentaire.